# DMS-59

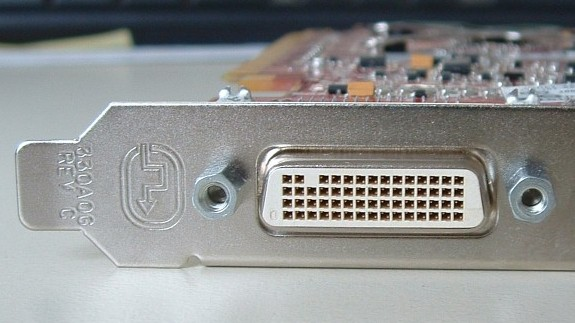
DMS-59 connector

DMS-59 connector pinout details

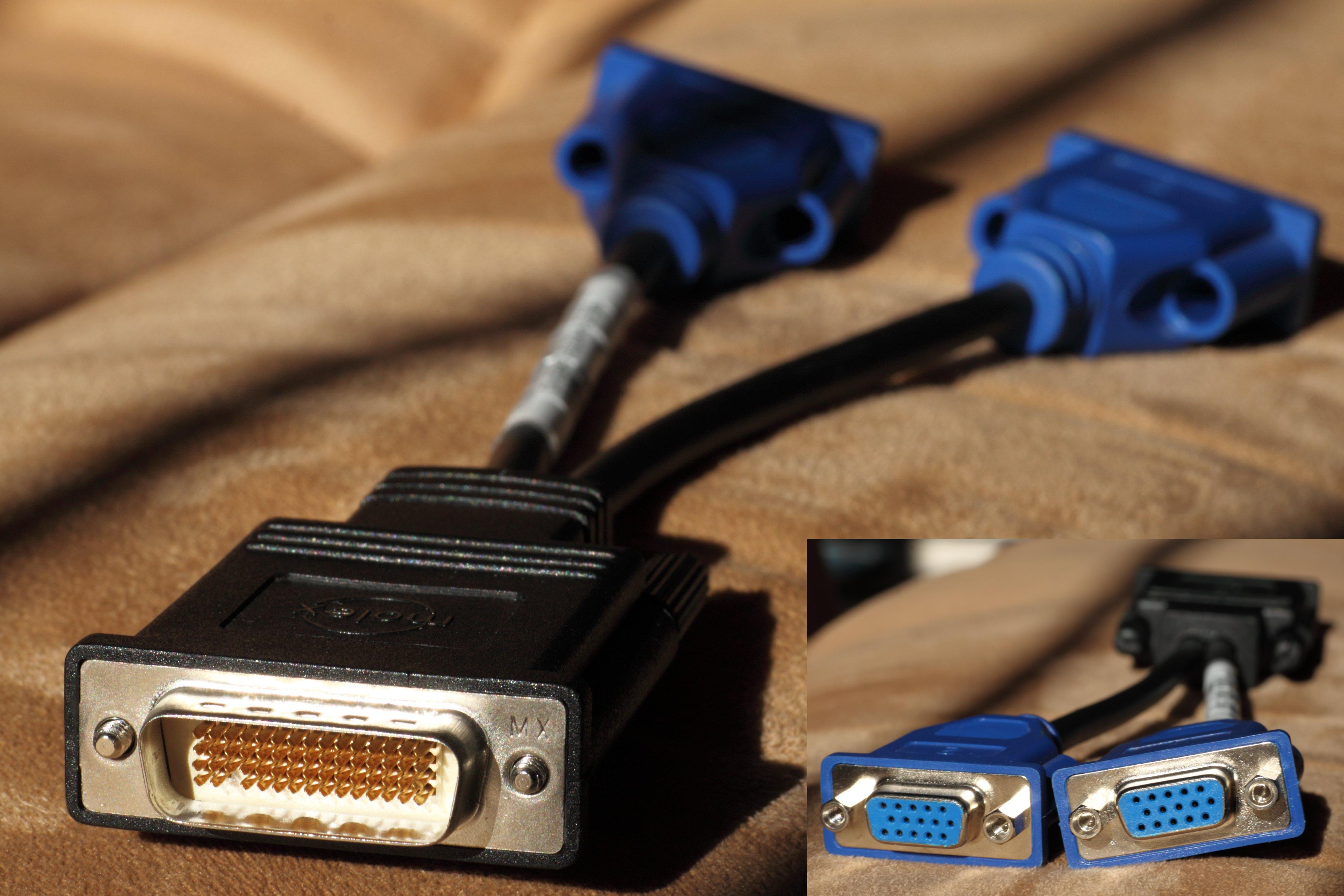
DMS-59 to dual VGA adapter

DMS-59 (Dual Monitor Solution, 59 pins) とはデスクトップ用PCグラフィックボードに用いられる特殊ポートであり、主にNVIDIAのNVSシリーズの一部やAMDのFireMVシリーズの一部に搭載される。文字通りデュアルモニター機能を備えたグラフィックスボードの場合、出力ポートが2個必要となるが、ロープロファイルサイズでは制限が生じるので、2ポートに分岐するための特殊なポートの規格が存在する。
但し、見た目は26ピンのDVIとは違い59ピンのものとなっている為、使用の際は別途モニターを2台接続できるように設計されている、専用の変換コネクター（DVI-DまたはVGA対応）を用意しておく必要がある。